# Polemon von Ilion
Polemon der Perieget (* um 200 v. Chr. wohl in Ilion; † wohl in Athen) war ein griechischer Autor und Perieget. Er verarbeitete das aus Inschriften, Weihgeschenken, Kunstwerken und öffentlichen Denkmälern Griechenlands gesammelte Material zu verschiedenen Werken (z. B. über die Burg von Athen etc.), die in der Folge als Fundgrube für Altertumskunde und Kunstgeschichte viel benutzt wurden. Die Fragmente seiner Schriften gab erstmals Ludwig Preller (Leipzig 1838) heraus.

## Ausgaben
- Mariachiara Angelucci (Hrsg.): Polemone di Ilio: i frammenti degli scritti periegetici. Introduzione, testo greco, traduzione e commento. (Geographica historica, 37). Franz Steiner Verlag, Stuttgart 2022.